# Sedentarismo
Sedentarismo é um tipo de estilo de vida em que a pessoa é fisicamente inativa e faz pouco ou nenhum movimento físico e/ou exercício. Uma pessoa que vive um estilo de vida sedentário geralmente fica sentada ou deitada enquanto realiza uma atividade como socializar, assistir à televisão, jogar jogos eletrônicos, ler ou usar um telefone celular ou computador durante grande parte do dia. Um estilo de vida sedentário contribui para a má qualidade da saúde, doenças e muitas causas de morte evitáveis.
O tempo sentado é uma medida comum de um estilo de vida sedentário. Uma revisão global representando 47% da população adulta global descobriu que a pessoa média fica sentada por 4,7 a 6,5 horas por dia, com a média aumentando a cada ano. O CDC descobriu que 25,3% de todos os adultos americanos são fisicamente inativos.
Tempo de tela é um termo para a quantidade de tempo que uma pessoa passa olhando para uma tela, como uma televisão, monitor de computador ou dispositivo móvel. O tempo excessivo de tela está associado a consequências negativas para a saúde.

## Definição

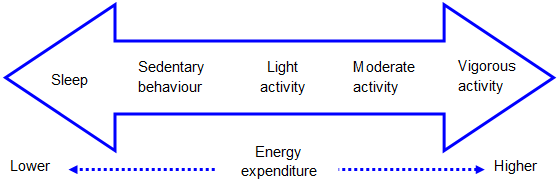
O comportamento sedentário permite menos gasto de energia do que o comportamento ativo

Comportamento sedentário não é o mesmo que inatividade física: comportamento sedentário é definido como "qualquer comportamento de vigília caracterizado por um gasto de energia menor ou igual a 1,5 equivalentes metabólicos (EMTs), enquanto em uma postura sentada, reclinada ou deitada". Passar a maior parte do tempo acordado sentado não significa necessariamente que um indivíduo seja sedentário, embora sentar e deitar sejam os comportamentos mais frequentemente sedentários. Miranda Esmonde-White define um estilo de vida sedentário como um estilo de vida que envolve "mais de seis horas por dia" de comportamento sedentário.